# Hans Linde (Politiker)

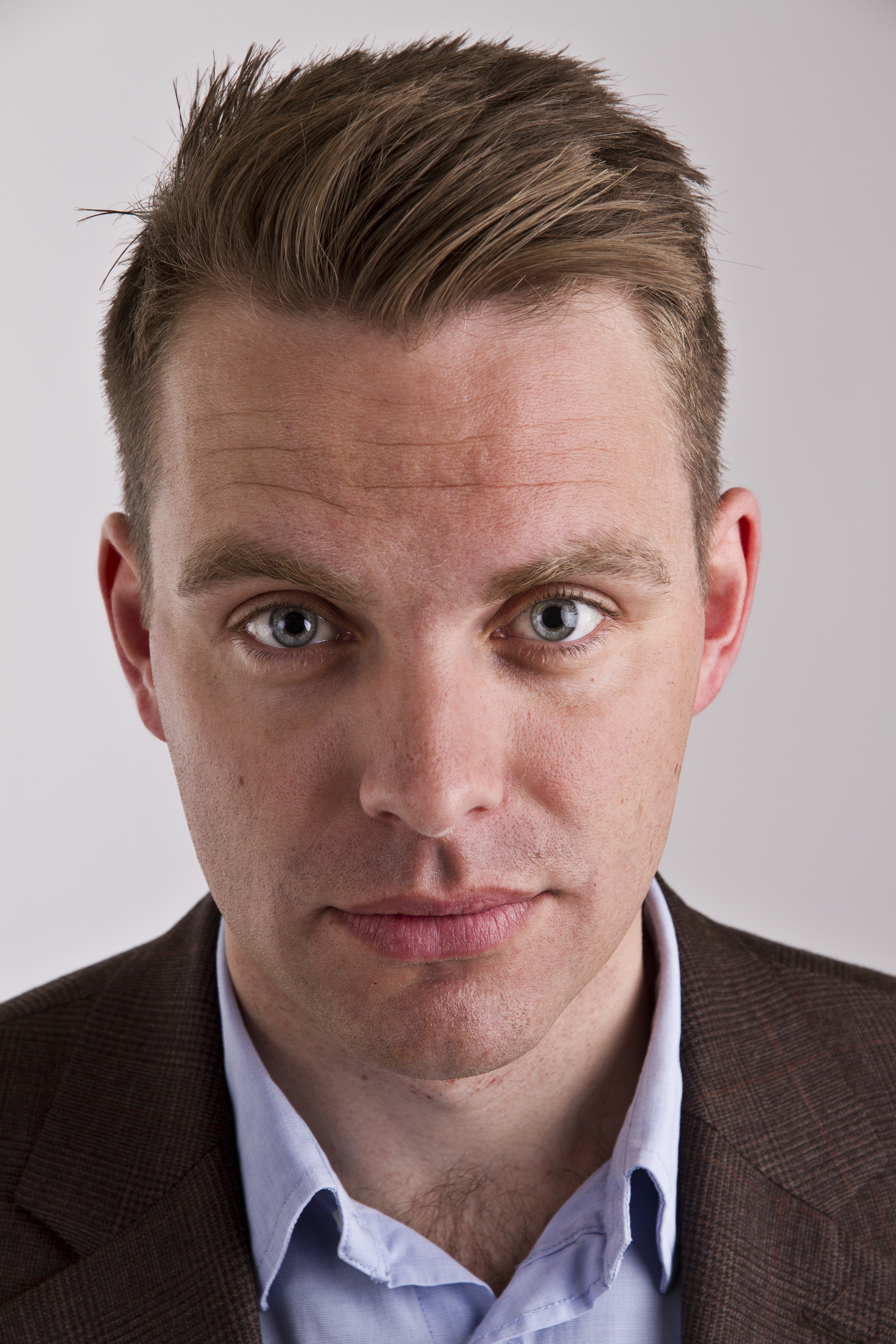
Hans Linde

Hans Linde (* 4. Februar 1979 in Klågerup, Gemeinde Svedala) ist ein schwedischer Politiker der Vänsterpartiet.

## Leben
Nach seiner Schulzeit begann Linde ein Studium. Während der Studienzeit wurde er politisch aktiv und Mitglied der Vänsterpartiet. Seit 2006 ist Linde Abgeordneter im schwedischen Riksdag. Seit Oktober 2010 ist der Student Fraktionsvorsitzender. Sein Wahlkreis befindet sich in Göteborg. Mittlerweile ist er dem Reichstag nicht mehr angehörig (vgl. Englischer Eintrag).